# Puls 4
Puls 4 est une chaîne de télévision autrichienne diffusée depuis le 21 juin 2004. Comme son nom l'indique, il s'agit de la quatrième chaîne de télévision autrichienne à service complet, derrière ORF 1, ORF 2 et ATV (en).

## Histoire
Puls 4 est à l'origine une chaîne de télévision locale viennoise appelée Puls TV.
En août 2007, ProSiebenSat.1 Media rachète la chaîne.
Le 28 janvier 2008, avec l'ajout d'un journal télévisé nocturne, la chaîne est relancée sous le nom de Puls 4, le quatrième réseau terrestre général d'Autriche.
Le 21 avril 2016, ProSiebenSat.1PULS4 annonce son intention de lancer à l'automne 2016 une chaîne d'information et de documentaires sous le nom de 4News. Le concept original de N24, qui a été lancé sous une forme moderne en Autriche mais qui a été arrêté après peu de temps, a servi de modèle,.

## Logo
Le logo de la chaîne a subi de nombreux changements au cours du temps :

### Puls TV

Logo de Puls TV

### Puls 4

Logo jusqu'en décembre 2015
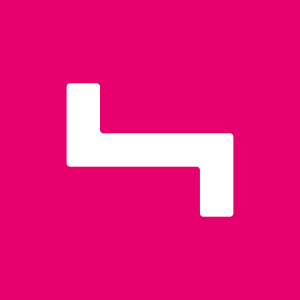
Logo de décembre 2015 au 4 septembre 2016
Logo depuis le 5 septembre 2016
Logo d'angle depuis le 5 septembre 2016

### Puls 4 HD

Logo de Puls 4 HD jusqu'en décembre 2015
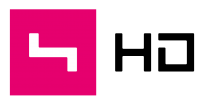
Logo de Puls 4 HD de décembre 2015 au 4 septembre 2016
Logo de Puls 4 HD depuis le 5 septembre 2016
Logo d'angle de Puls 4 HD depuis le 5 septembre 2016

### 4News

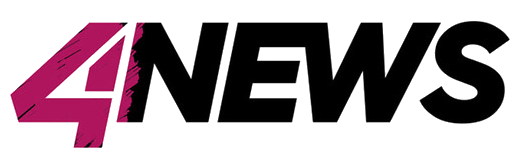
Logo de la chaîne fille 4News à partir de l'automne 2016